# Auscusok
Auscusok, ókori galliai nép, Julius Caesar tudósít róluk. Aquitánia lakói voltak, később az egész nép elnyerte a római polgárjogot. Fővárosuk Eliumberrum, a mai Auch volt.